# Rozella cuculus
Rozella cuculus är en svampart som först beskrevs av E.J. Butler, och fick sitt nu gällande namn av Frederick K. Sparrow 1938. Rozella cuculus ingår i släktet Rozella och riket svampar.   Inga underarter finns listade i Catalogue of Life.